# Max Page
Sir Charles Max Page, britanski kirurg in general, * 2. september 1882, † 1. avgust 1963.